# Martha Bla Bla
Cet article possède des paronymes, voir Martha et Bla bla.
Martha Bla Bla (Martha Speaks) est une série télévisée d'animation américaine inspirée de l'œuvre de Susan Meddaugh publié en 1992, et diffusée du 1er septembre 2008 au 18 novembre 2014 dans le bloc de programmation PBS Kids.
Au Québec, la série a été diffusée à partir du  3 janvier 2011 sur Télé-Québec et dans Mini TFO sur TFO, et en France du 12 novembre 2012 au 26 janvier 2013 dans Ludo sur France 3.

## Synopsis
Il raconte l’histoire d’une chienne vraiment extraordinaire, elle sait parler. Elle a acquis ce don inhabituel après avoir avalé de la soupe contenant toutes les lettres de l’alphabet, et les lettres, au lieu d'aller dans son estomac, sont allées dans son cerveau. De ce fait, elle peut donner son avis sur plein de choses, et elle ne s’en prive pas ; la famille en a quelquefois assez.

## Distribution

### Voix originales
- Tabitha St. Germain : Martha Lorraine, James "Jake" Lorraine, Marina Lorraine
- Brian Drummond : Skits Lorraine, Danny Lorraine
- Madeleine Peters : Hélène Lorraine
- Alex Ferris (saisons 1-4) puis Valin Shinyei (saisons 5-6) : T.D. Kennelly
- Christina Crivici (saisons 1-3), Michelle Creber (saison 4) puis Ashlyn Drummond (saisons 5-6) : Alice Boxwood
- Nicole Oliver : Mme Clusky
- Vanesa Tomasino : Caroline
- Cedric Payne : Truman Oatley
- Kathleen Barr : Ronald Boxwood

### Voix françaises
- Carole Baillien : Martha Lorraine
- Émilie Guillaume : Hélène Lorraine
- Mélanie Dermont : Marina Lorraine
- Frédéric Meaux
- Maïa Baran
- Stéphane Flamand
- Élisabeth Guinand
- Jacqueline Ghaye
- Laurence César
- Esther Aflalo
- Gauthier de Fauconval
- Alexandre Crépet
- Michel Hinderyckx
- Grégory Praet
- Lionel Bourguet
- Alexandra Corréa
- Erwin Grunspan
- Version française
  - Studio de doublage : Agent Double
  - Adaptation : Rhythme et Cie
  - Direction artistique : Marie Van R
  - Chanteur du générique : Jean Marc Anthony Kabeya

Source : sur le forum Planète Jeunesse